# Bjarni Thorsteinsson

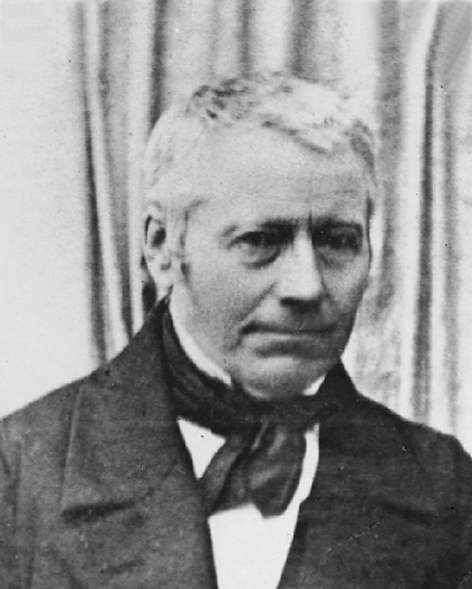
Bjarni Thorsteinsson.

Bjarni Thorsteinsson, född 31 mars 1781, död 3 november 1876, var en isländsk ämbetsman. Han var far till Steingrímur Thorsteinsson.
Bjarni Thorsteinsson var anställd i Rentekammeret 1807–1820, var amtman i Vesturamt på Island 1821–1849 och blev 1845 kungavald medlem av alltinget samt dettas president. Han utgav Om kongelige og andre offentlige afgifter i Island (1819) och Om Islands folkemængde og økonomiske tilstand siden 1801 og 1821 indtil udgangen af 1833 (1834).